# Tryphon rarus
Tryphon rarus är en stekelart som beskrevs av Dmitriy R. Kasparyan 1969. Tryphon rarus ingår i släktet Tryphon och familjen brokparasitsteklar. Inga underarter finns listade i Catalogue of Life.